# Hobbit: Bitwa Pięciu Armii

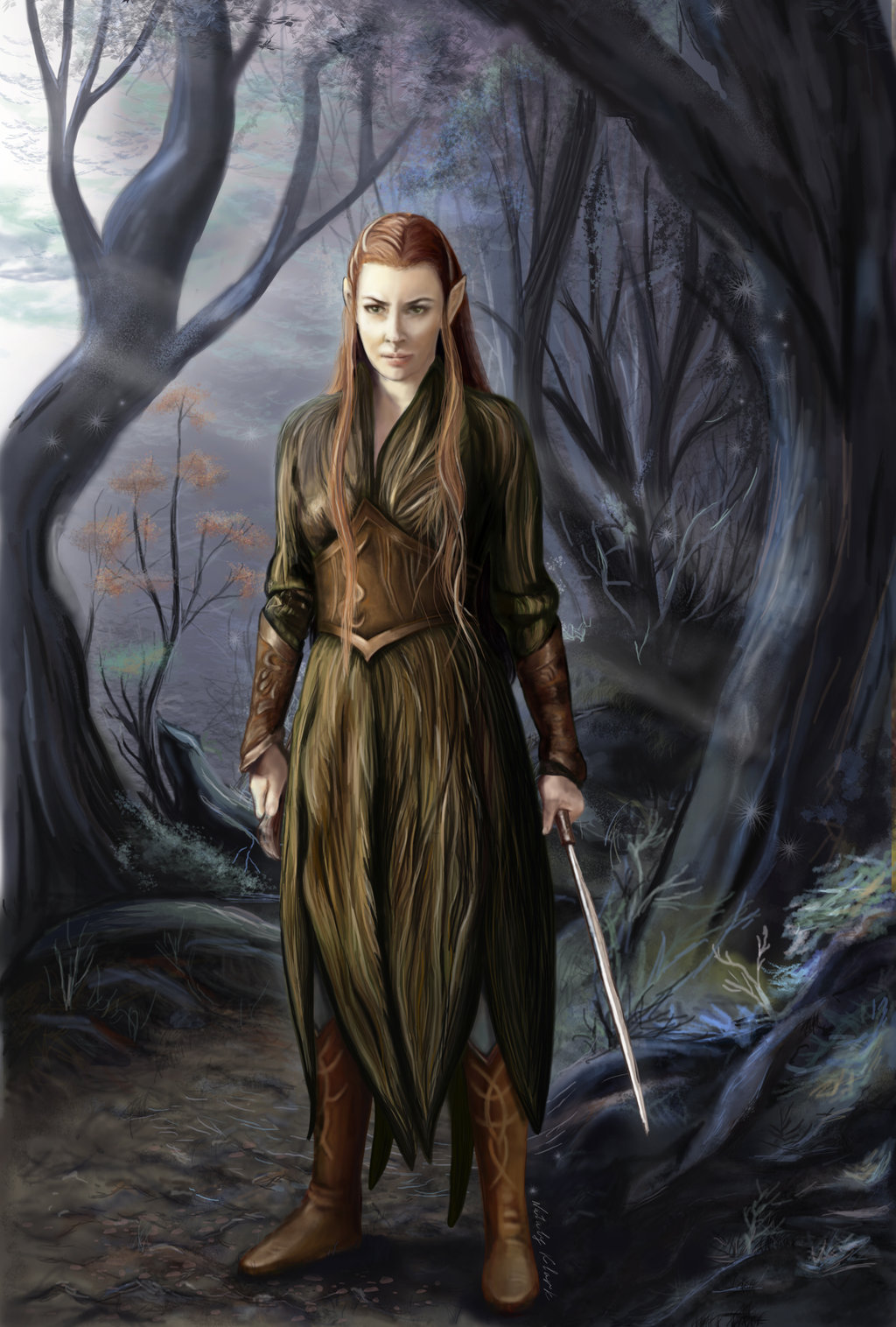
Praca własna wikipedysty wyobrażająca Tauriel, jedną z bohaterek filmu.

Hobbit: Bitwa Pięciu Armii (ang. The Hobbit: The Battle of the Five Armies) – amerykańsko-nowozelandzki przygodowy film fantasy w reżyserii Petera Jacksona, trzecia część trylogii Hobbit, będącej adaptacją powieści J.R.R. Tolkiena pt.: Hobbit, czyli tam i z powrotem wydanej w 1937 r.
Serwis Rotten Tomatoes przyznał mu wynik 59%.

## Fabuła
Po nieudanej próbie zabicia smoka Smauga przez kompanię Thorina, potwór atakuje Esgaroth; podpala miasto, lecz ostatecznie zostaje zabity. Thorin nie chce dzielić się złotem z Ereboru. Bilbo próbuje go przekonać, lecz wydarzenia zmuszają hobbita do niebezpiecznego wyboru. Nadchodzą większe niebezpieczeństwa, niewidoczne dla nikogo innego poza Gandalfem. Sauron wysyła swoją armię, by zaatakować Samotną Górę. Gdy dochodzi do eskalacji konfliktu, krasnoludowie, elfowie i ludzie muszą zdecydować – albo się zjednoczą, albo zginą. Bilbo walczy o życie w Bitwie Pięciu Armii.

## Obsada
| Rola | Aktor                | Polski dubbing        |
| --- | -------------------- | --------------------- |
| Bilbo Baggins | Martin Freeman       | Waldemar Barwiński    |
| Gandalf Szary | Ian McKellen         | Wiktor Zborowski      |
| Thorin II Dębowa Tarcza | Richard Armitage     | Szymon Kuśmider       |
| Balin | Ken Stott            | Zdzisław Wardejn      |
| Bofur | James Nesbitt        | Krzysztof Banaszyk    |
| Bifur | William Kircher      | –                     |
| Bombur | Stephen Hunter       | –                     |
| Smaug, Czarnoksiężnik | Benedict Cumberbatch | Jacek Mikołajczak     |
| Legolas | Orlando Bloom        | Lesław Żurek          |
| Tauriel | Evangeline Lilly     | Lidia Sadowa          |
| Bard Łucznik | Luke Evans           | Łukasz Simlat         |
| Thranduil | Lee Pace             | Piotr Grabowski       |
| Dwalin | Graham McTavish      | Jan Janga-Tomaszewski |
| Kíli | Aidan Turner         | Marcin Przybylski     |
| Fíli | Dean O’Gorman        | Paweł Ciołkosz        |
| Dori | Mark Hadlow          | Andrzej Szopa         |
| Nori | Jed Brophy           | Piotr Bajor           |
| Ori | Adam Brown           | Rafał Fudalej         |
| Óin | John Callen          | Marek Frąckowiak      |
| Glóin | Peter Hambleton      | Leon Charewicz        |
| Dáin II Żelazna Stopa | Billy Connolly       | Paweł Szczesny        |
| Radagast Bury | Sylvester McCoy      | Wiesław Komasa        |
| Galadriela | Cate Blanchett       | Danuta Stenka         |
| Beorn | Mikael Persbrandt    | -                     |
| Saruman Biały | Christopher Lee      | Jerzy Radziwiłowicz   |
| Elrond | Hugo Weaving         | Adam Bauman           |
| Stary Bilbo Baggins | Ian Holm             | Kazimierz Kaczor      |
| Bain | John Bell            | Jan Rotowski          |
| Alfrid | Ryan Gage            | Jarosław Boberek      |
| Władca Miasta nad Jeziorem | Stephen Fry          | Jan Prochyra          |
| Sigrid | Peggy Nesbitt        | Julia Chatys          |
| Hilda Blanca | Sarah Peirse         | Jolanta Wołłejko      |
| Tilda | Mary Nesbitt         | Magda Kusa            |
| Percy | Nick Blake           | Waldemar Obłoza       |
| Tosser Grubb | Merv Smith           | Grzegorz Wons         |
| Wersja polska: Studio Sonica Reżyseria: Piotr Kozłowski Tłumaczenie i dialogi polskie: Michał Wojnarowski Dźwięk i montaż: Agnieszka Stankowska Zgranie: Mafilm Audio w Budapeszcie Organizacja produkcji: Agnieszka Kudelska, Olga Szlachcic W pozostałych rolach: Tomasz Błasiak, Aleksander Wysocki, Joanna Kwiatkowska-Zduń, Bartek Wesołowski, Maksymilian Michasiów, Miriam Aleksandrowicz |                      |                       |